# Faetano
Faetano és un municipi de San Marino amb 1.081 habitants i 7,8 km².
Va passar a formar part de la República de San Marino l'any 1463.